# ジョワシャン・ガスケ
ジョワシャン・ガスケ（Joachim Gasquet, 1873年3月31日 - 1921年5月6日）は、フランスの詩人・美術批評家。

## 概要
南仏エクス＝アン＝プロヴァンスで生まれ、若い時、エクスの雑誌La Syrinx（1892年）、Les Mois dorés（1896-98年）、Le Pays de France（1899-1902年）などで活動した。エクスやトゥールーズ、マルセイユの詩人たちと交流を持ち、アンドレ・ジッドや、画家ポール・セザンヌとも親交があった。
フェリブリージュ運動に加わった。
1896年、後に小説家となるマリーと結婚した。
ドレフュス事件の後、友人シャルル・モーラスの王党派に共鳴し、また、カトリックに改宗した。
第1次世界大戦中に負った傷が原因で死亡した。

## セザンヌに関する著作

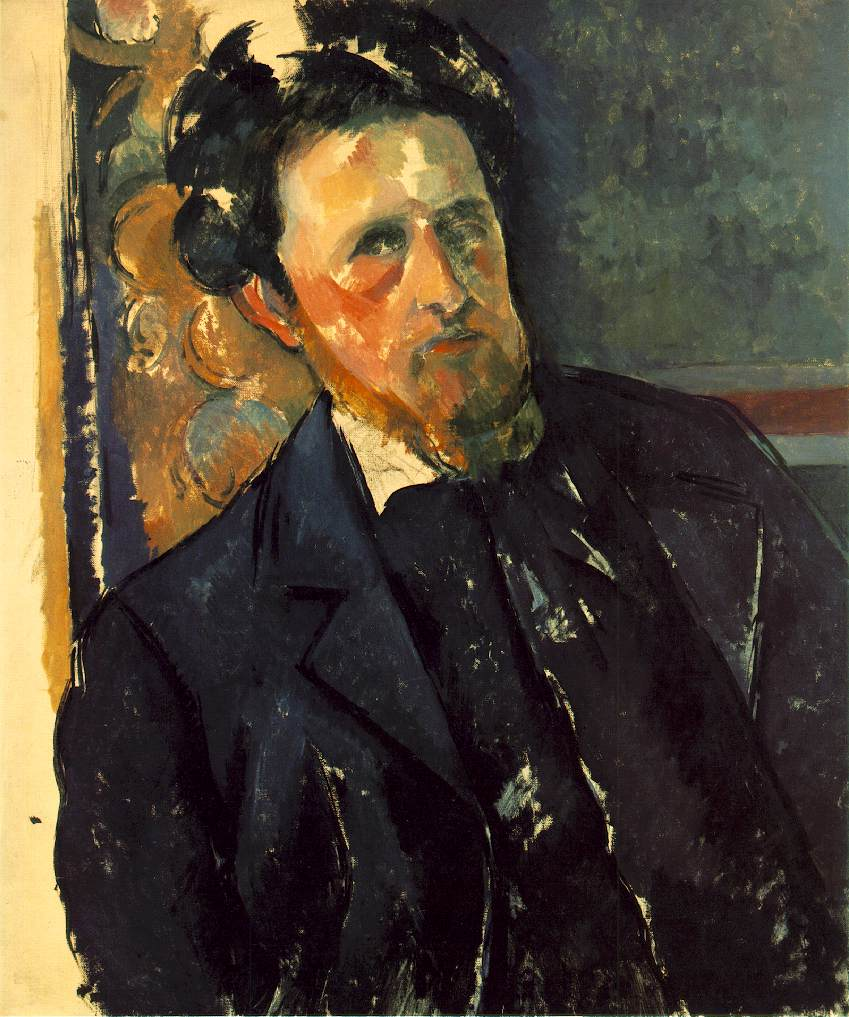
セザンヌ『ジョワシャン・ガスケの肖像』1896年。プラハ国立美術館。

ガスケは、1895年、同郷の画家ポール・セザンヌの作品を見て惹きつけられ、父アンリ・ガスケがセザンヌの友人であったことから、セザンヌと親しく交友することができるようになった。セザンヌのルーヴル美術館訪問に同行したり、彼のアトリエでの制作を見たりした。
セザンヌ没後の1921年、彼についての回想をまとめた本を刊行した。第1部では、セザンヌの生涯を小さい時から晩年まで叙述し、第2部では、セザンヌがガスケに語った言葉を収録している。